# Katashina
Katashina (片品村 Katashina-mura?) es una villa en la prefectura de Gunma, Japón, localizada en la parte central de la isla de Honshū, en la región de Kantō. El 1 de marzo de 2021 tenía una población estimada de 3903 habitantes y una densidad de población de 10 personas por km².

## Geografía
Katashina se encuentra en el noreste de la prefectura de Gunma, unos 180 kilómetros al norte de Tokio. Gran parte de su área se encuentra dentro de los límites del parque nacional Oze. Limita con Numata, Minakami y Kawaba, así como con Nikkō en la prefectura de Tochigi, Hinoemata en la prefectura de Fukushima y Uonuma en la prefectura de Niigata.

## Historia
El área del Kawabe actual era parte del territorio dentro de la provincia de Kōzuke administrado directamente por el shogunato Tokugawa durante el período Edo. La villa se estableció el 1 de abril de 1889 dentro del distrito de Tone en la prefectura de Gunma. En 2020 el alcalde de Katashina visita la República de Honduras para hacer del pueblo la sede de la delegación hondureña que participó en los Juegos Olímpicos de Tokio 2021.

## Economía
La economía de Katashina depende en gran medida del turismo estacional en las estaciones de esquí y las aguas termales (onsen).

## Demografía
Según los datos del censo japonés, la población de Katashina ha descendido constantemente en los últimos 50 años.
| Gráfica de evolución demográfica de Katashina entre 1940 y 2015 |
|                                                                 |
| Oficina de Estadística de Japón                                 |